# Quadrigyridae
Los cuadrigíridos (Quadrigyridae) son una familia de eoacantocéfalos, la única del orden Gyracanthocephala. Esta familia contiene diez géneros y alrededor de 92 especies de gusanos parásitos.